# Casablanca-klass
Casablanca-klass var en amerikansk fartygsklass av eskorthangarfartyg som byggdes under andra världskriget. Total byggdes 50 fartyg under en period av mindre än två år (3 november 1942 till 8 juli 1944) varav fem gick förlorade i strid. 

## Konstruktion
Casablanca-klassen var den första klassen av eskorthangarfartyg som konstruerats från grunden som sådan och inte konverterats från skrov konstruerade som handelsfartyg. Fartygen i klassen fick ett maskineri av kolvångmaskiner eftersom tillverkningen av kuggväxlar som är nödvändiga för att kunna använda ångturbiner var en stor flaskhals för amerikansk varvsindustri. Kolvångmaskinerna gav fartygen tämligen modesta fartresurser, toppfarten var 20 knop, detta var ingen större begränsning i rollen som eskorthangarfartyg men begränsade användningen av fartygen efter kriget. Genom sitt mindre flygdäck jämfört med fullstora hangarfartyg av samma era så var fartygen begränsade i vilka jaktflygplan som kunde användas ombord, huvudsakligen fick man använda det lätta och äldre F4F Wildcat i stället för den betydligt tyngre F6F Hellcat.

## Fartyg i klassen

### USS Casablanca (CVE 55)
Kölsträckt: 3 november 1942, Sjösatt: 5 april 1943, Tagen i tjänst: 8 juli 1943, Avrustad: 10 juni 1946, Skrotad: 1947

USS Casablanca namngiven efter Casablanca, kölsträcktes den 3 november 1942 på Kaiservarven, sjösattes den 5 april 1943 och togs i tjänst den 8 juli 1943. Tjänstgjorde som transporthangarfartyg och träningshangarfartyg. Avrustades 10 juni 1946 och skrotades 1947.

### USS Liscombe Bay (CVE 56)
Kölsträckt: 9 december 1942, Sjösatt: 19 april 1943, Tagen i tjänst: 7 augusti 1943, Sänkt 24 november 1943

USS Liscombe Bay namngiven efter Liscombe Bay, kölsträcktes den 9 december 1942 på Kaiservarven, sjösattes den 19 april 1943 och togs i tjänst den 7 augusti 1943. Sänktes av den japanska ubåten I-175 utanför Gilbertöarna 24 november 1943.

### USS Anzio (CVE 57)
Kölsträckt: 12 december 1942, Sjösatt: 1 maj 1943, Tagen i tjänst: 27 augusti 1943, Avrustad: 5 augusti 1946, Skrotad: 1960

USS Coral Sea namngiven efter Korallhavet, kölsträcktes den 12 december 1942 på Kaiservarven, sjösattes den 1 maj 1943 och togs i tjänst den 27 augusti 1943. Döptes om till USS Anzio i september 1944 då namnet skulle användas till den större USS Coral Sea som just hade påbörjats. Avrustades 5 augusti 1946 och skrotades 1960.

### USS Corregidor (CVE 58)
Kölsträckt: 17 december 1942, Sjösatt: 12 maj 1943, Tagen i tjänst: 31 augusti 1943, Avrustad till reserven: 20 juli 1946, Tagen i tjänst 19 maj 1951, Avrustad 4 september 1958, Skrotad: 1960

USS Corregidor namngiven efter Corregidor kölsträcktes den 17 december 1942 på Kaiservarven, sjösattes den 12 maj 1943 och togs i tjänst den 31 augusti 1943. Avrustades till reserven 20 juli 1946, togs åter i tjänst med civil besättning 19 maj 1951 som transporthangarfartyg.  Avrustades 4 september 1958 och skrotades 1960.

### USS Mission Bay (CVE 59)
Kölsträckt: 28 december 1942, Sjösatt: 26 maj 1943, Tagen i tjänst: 13 september 1943, Avrustad: 21 februari 1947, Skrotad: 1960

USS Mission Bay namngiven efter Mission Bay kölsträcktes den 28 december 1942 på Kaiservarven, sjösattes den 26 maj 1943 och togs i tjänst den 13 september 1943. Tjänstgjorde som ubåtsjaktshangarfartyg i Atlanten. Avrustades 21 februari 1947 och skrotades 1960.

### USS Guadalcanal (CVE 60)
Kölsträckt: 5 januari 1943, Sjösatt: 5 juni 1943, Tagen i tjänst: 25 september 1943, Avrustad: 15 juli 1946, Skrotad: 1960

USS Guadalcanal namngiven efter Guadalcanal kölsträcktes den 5 januari 1943 på Kaiservarven, sjösattes den 5 juni 1943 och togs i tjänst den 25 september 1943. Tjänstgjorde som ubåtsjaktshangarfartyg i Atlanten. Deltog i erövrandet av den tyska ubåten U-505. Avrustades 15 juli 1946 och skrotades 1960.

### USS Manila Bay (CVE 61)
Kölsträckt: 15 januari 1943, Sjösatt: 10 juli 1943, Tagen i tjänst: 5 oktober 1943, Avrustad: 31 juli 1946, Skrotad: 1960

USS Manila Bay namngiven efter Manilabukten, kölsträcktes den 15 januari 1943 på Kaiservarven, sjösattes den 10 juli 1943 och togs i tjänst den 5 oktober 1943. Träffades av ett kamikazeanfall den 5 januari 1945. Avrustades 31 juli och skrotades 1960.

### USS Natoma Bay (CVE 62)
Kölsträckt: 17 januari 1943, Sjösatt: 20 juli 1943, Tagen i tjänst: 14 oktober 1943, Avrustad: 20 maj 1946, Skrotad: 1960

USS Natoma Bay namngiven efter Natoma Bay kölsträcktes den 17 januari 1943 på Kaiservarven, sjösattes den 20 juli 1943 och togs i tjänst den 14 oktober 1943. Träffades av ett kamikazeanfall den 7 juni 1945. Avrustades 20 maj 1946 och skrotades 1960.

### USS St. Lo (CVE 63)
Kölsträckt: 23 januari 1943, Sjösatt: 17 augusti 1943, Tagen i tjänst: 23 oktober 1943, Sänkt 25 oktober

USS Midway namngiven efter Midwayöarna kölsträcktes den 23 januari 1943 på Kaiservarven, sjösattes den 17 augusti 1943 och togs i tjänst den 23 oktober 1943. Döptes om till USS St. Lo den 15 september 1944 då namnet skulle användas till den större USS Midway som just hade påbörjats. Träffades av ett kamikazeanfall den 25 oktober 1944 under Slaget vid Leytebukten och sänktes.

### USS Tripoli (CVE 64)
Kölsträckt: 1 februari 1943, Sjösatt: 2 september 1943, Tagen i tjänst: 31 oktober 1943, Avrustad till reserven: 22 maj 1946, Tagen i tjänst 5 januari 1952, Avrustad 22 november 1958, Skrotad: 1960

USS Didrickson Bay namngiven efter Didrickson Bay kölsträcktes den 1 februari 1943 på Kaiservarven, sjösattes den 2 september 1943 och togs i tjänst den 31 oktober 1943. Döptes om till USS Tripoli i november 1943. Avrustades till reserven 22 maj 1946, togs åter i tjänst med civil besättning 5 januari 19521 som transporthangarfartyg.  Avrustades 22 november 1958 och skrotades 1960.

### USS Wake Island (CVE 65)
Kölsträckt: 6 februari 1943, Sjösatt: 11 september 1943, Tagen i tjänst: 7 november 1943, Avrustad: 5 april 1946, Skrotad: 1947

USS Wake Island namngiven efter Wake Island kölsträcktes den 6 februari 1943 på Kaiservarven, sjösattes den 11 september 1943 och togs i tjänst den 7 november 1943. Träffades av ett kamikazeanfall den 3 april 1945. Avrustades 5 april 1946 och skrotades 1947.

### USS White Plains (CVE 66)
Kölsträckt: 11 februari 1943, Sjösatt: 27 september 1943, Tagen i tjänst: 15 november 1943, Avrustad: 10 juli 1946, Skrotad: 1959

USS White Plains namngiven efter White Plains kölsträcktes den 11 februari 1943 på Kaiservarven, sjösattes den 27 september 1943 och togs i tjänst den 15 november 1943. Svårt skadad av kanoneld och kamikazeanfall den 25 oktober 1944 under Slaget vid Leytebukten. Avrustades 10 juli 1946 och skrotades 1959.

### USS Solomons (CVE 67)
Kölsträckt: 19 mars 1943, Sjösatt: 6 oktober 1943, Tagen i tjänst: 21 november 1943, Avrustad: 15 maj 1946, Skrotad: 1947

USS Solomons namngiven efter Salomonöarna, kölsträcktes den 19 mars 1943 på Kaiservarven, sjösattes den 6 oktober 1943 och togs i tjänst den 21 november 1943.  Avrustades 15 maj 1946 och skrotades 1947.

### USS Kalinin Bay (CVE 68)
Kölsträckt: 26 april 1943, Sjösatt: 15 oktober 1943, Tagen i tjänst: 27 november 1943, Avrustad: 15 maj 1946, Skrotad: 1947

USS Kalinin Bay namngiven efter Kalinin Bay kölsträcktes den 26 april 1943 på Kaiservarven, sjösattes den 15 oktober 1943 och togs i tjänst den 27 november 1943. Skadad av kanoneld och kamikazeanfall den 25 oktober 1944 under Slaget vid Leytebukten. Avrustades 15 maj 1946 och skrotades 1947.

### USS Kasaan Bay (CVE 69)
Kölsträckt: 11 maj 1943, Sjösatt: 24 oktober 1943, Tagen i tjänst: 4 december 1943, Avrustad: 6 juli 1946, Skrotad: 1960

USS Kasaan Bay namngiven efter Kasaan Bay kölsträcktes den 11 maj 1943 på Kaiservarven, sjösattes den 24 oktober 1943 och togs i tjänst den 4 december 1943.  Avrustades 6 juli 1946 och skrotades 1960.

### USS Fanshaw Bay (CVE 70)
Kölsträckt: 18 maj 1943, Sjösatt: 1 november 1943, Tagen i tjänst: 9 december 1943, Avrustad: 14 augusti 1946, Skrotad: 1959

USS Fanshaw Bay namngiven efter Fanshaw Bay kölsträcktes den 18 maj 1943 på Kaiservarven, sjösattes den 1 november 1943 och togs i tjänst den 9 december 1943. Skadad av kanoneld den 25 oktober 1944 under Slaget vid Leytebukten. Avrustades 14 augusti 1946 och skrotades 1959.

### USS Kitkun Bay (CVE 71)
Kölsträckt: 31 maj 1943, Sjösatt: 8 november 1943, Tagen i tjänst: 15 december 1943, Avrustad: 19 april 1946, Skrotad: 1947

USS Kitkun Bay namngiven efter Kitkun Bay kölsträcktes den 31 maj 1943 på Kaiservarven, sjösattes den 8 november 1943 och togs i tjänst den 15 december 1943. Träffades av ett kamikazeanfall den 25 oktober 1944 och 8 januari 1945. Avrustades 19 april 1946 och skrotades 1947.

### USS Tulagi (CVE 72)
Kölsträckt: 7 juni 1943, Sjösatt: 15 november 1943, Tagen i tjänst: 21 december 1943, Avrustad: 30 april 1946, Skrotad: 1947

USS Tulagi namngiven efter Tulagi kölsträcktes den 7 juni 1943 på Kaiservarven, sjösattes den 15 november 1943 och togs i tjänst den 21 december 1943.  Avrustades 30 april 1946 och skrotades 1947.

### USS Gambier Bay (CVE 73)
Kölsträckt: 10 juli 1943, Sjösatt: 22 november 1943, Tagen i tjänst: 28 december 1943, Sänkt : 25 oktober 1944

USS Gambier Bay namngiven efter Gambier Bay kölsträcktes den 10 juli 1943 på Kaiservarven, sjösattes den 22 november 1943 och togs i tjänst den 28 december 1943. Sänkt av kanoneld utanför Samar den 25 oktober 1944.

### USS Nehenta Bay (CVE 74)
Kölsträckt: 20 juli 1943, Sjösatt: 28 november 1943, Tagen i tjänst: 3 januari 1944, Avrustad: 15 april 1946, Skrotad: 1960

USS Nehenta Bay namngiven efter Nehenta Bay kölsträcktes den 20 juli 1943 på Kaiservarven, sjösattes den 28 november 1943 och togs i tjänst den 3 januari 1944.  Avrustades 15 april 1946 och skrotades 1960.

### USS Hoggatt Bay (CVE 75)
Kölsträckt: 17 augusti 1943, Sjösatt: 4 december 1943, Tagen i tjänst: 11 januari 1944, Avrustad: 20 juli 1946, Skrotad: 1960

USS Hoggatt Bay namngiven efter Hoggatt Bay kölsträcktes den 17 augusti 1943 på Kaiservarven, sjösattes den 4 december 1943 och togs i tjänst den 11 januari 1944. Skadad då en amerikansk bomb exploderade på däck den 15 januari 1945. Avrustades 20 juli 1946 och skrotades 1960.

### USS Kadashan Bay (CVE 76)
Kölsträckt: 2 september 1943, Sjösatt: 11 december 1943, Tagen i tjänst: 18 januari 1944, Avrustad: 14 juni 1946, Skrotad: 1960

USS Kadashan Bay namngiven efter Kadashan Bay kölsträcktes den 2 september 1943 på Kaiservarven, sjösattes den 11 december 1943 och togs i tjänst den 18 januari 1944. Träffades av ett kamikazeanfall den 8 januari 1945. Avrustades 14 juni 1946 och skrotades 1960.

### USS Marscus Island (CVE 77)
Kölsträckt: 15 september 1943, Sjösatt: 16 december 1943, Tagen i tjänst: 26 januari 1944, Avrustad: 12 december 1946, Skrotad: 1960

USS Marscus Island namngiven efter Marcusön kölsträcktes den 15 september 1943 på Kaiservarven, sjösattes den 16 december 1943 och togs i tjänst den 26 januari 1944.  Avrustades 12 december 1946 och skrotades 1960.

### USS Savo Island (CVE 78)
Kölsträckt: 27 september 1943, Sjösatt: 22 december 1943, Tagen i tjänst: 3 februari 1944, Avrustad: 12 december 1946, Skrotad: 1960

USS Savo Island namngiven efter Savo Island kölsträcktes den 27 september 1943 på Kaiservarven, sjösattes den 22 december 1943 och togs i tjänst den 3 februari 1944. Träffades av ett kamikazeanfall den 5 januari 1945. Avrustades 12 december 1946 och skrotades 1960.

### USS Ommaney Bay (CVE 79)
Kölsträckt: 6 oktober 1943, Sjösatt: 29 december 1943, Tagen i tjänst: 11 februari 1944, Borrad i sank: 4 januari 1945

USS Ommaney Bay namngiven efter Ommaney Bay kölsträcktes den 6 oktober 1943 på Kaiservarven, sjösattes den 29 december 1943 och togs i tjänst den 11 februari 1944. Träffades av ett kamikazeanfall utanför Filippinerna den 4 januari 1945, kraftiga bränder utbröt ombord och skeppet övergavs. Borrades i sank av jagaren USS Burns. 

### USS Petrof Bay (CVE 80)
Kölsträckt: 15 oktober 1943, Sjösatt: 5 januari 1944, Tagen i tjänst: 18 februari 1944, Avrustad: 31 juli 1946, Skrotad: 1959

USS Petrof Bay namngiven efter Petrof Bay kölsträcktes den 15 oktober 1943 på Kaiservarven, sjösattes den 5 januari 1944 och togs i tjänst den 18 februari 1944.  Avrustades 31 juli 1946 och skrotades 1959.

### USS Rudyerd Bay (CVE 81)
Kölsträckt: 24 oktober 1943, Sjösatt: 12 januari 1944, Tagen i tjänst: 25 februari 1944, Avrustad: 11 juni 1946, Skrotad: 1960

USS Rudyerd Bay namngiven efter Rudyerd Bay kölsträcktes den 24 oktober 1943 på Kaiservarven, sjösattes den 12 januari 1944 och togs i tjänst den 25 februari 1944.  Avrustades 11 juni 1946 och skrotades 1960 i Genua.

### USS Saginaw Bay (CVE 82)
Kölsträckt: 1 november 1943, Sjösatt: 19 januari 1944, Tagen i tjänst: 2 mars 1944, Avrustad: 19 juni 1946, Skrotad: 1960

USS Saginaw Bay namngiven efter Saginaw Bay kölsträcktes den 1 november 1943 på Kaiservarven, sjösattes den 19 januari 1944 och togs i tjänst den 2 mars 1944.  Avrustades 19 juni 1946 och skrotades 1960 i Rotterdam.

### USS Sargent Bay (CVE 83)
Kölsträckt: 8 november 1943, Sjösatt: 31 januari 1944, Tagen i tjänst: 9 mars 1944, Avrustad: 23 juli 1946, Skrotad: 1959

USS Sargent Bay namngiven efter Sargent Bay kölsträcktes den 8 november 1943 på Kaiservarven, sjösattes den 31 januari 1944 och togs i tjänst den 9 mars 1944.  Avrustades 23 juli 1946 och skrotades 1959 i Antwerpen.

### USS Shamrock Bay (CVE 84)
Kölsträckt: 15 november 1943, Sjösatt: 4 februari 1944, Tagen i tjänst: 15 mars 1944, Avrustad: 6 juli 1946, Skrotad: 1959

USS Shamrock Bay namngiven efter Shamrock Bay kölsträcktes den 15 november 1943 på Kaiservarven, sjösattes den 4 februari 1944 och togs i tjänst den 15 mars 1944.  Avrustades 6 juli 1946 och skrotades 1959 i Hongkong.

### USS Shipley Bay (CVE 85)
Kölsträckt: 22 november 1943, Sjösatt: 12 februari 1944, Tagen i tjänst: 21 mars 1944, Avrustad: 28 juni 1946, Skrotad: 1961

USS Shipley Bay namngiven efter Shipley Bay kölsträcktes den 22 november 1943 på Kaiservarven, sjösattes den 12 februari 1944 och togs i tjänst den 21 mars 1944.  Avrustades 28 juni 1946 och skrotades 1961  i Japan.

### USS Sitkoh Bay (CVE 86)
Kölsträckt: 23 november 1943, Sjösatt: 19 februari 1944, Tagen i tjänst: 28 mars 1944, Avrustad till reserven: 30 november 1946, Tagen i tjänst 29 juli 1950, Avrustad 27 juli 1954, Skrotad: 1961

USS Sitkoh Bay namngiven efter Sitkoh Bay kölsträcktes den 23 november 1943 på Kaiservarven, sjösattes den 19 februari 1944 och togs i tjänst den 28 mars 1944. Avrustades till reserven 30 november 1946, togs åter i tjänst med civil besättning 29 juli 1950 som transporthangarfartyg. Avrustades 27 juli 1954 och skrotades 1961 i Japan.

### USS Steamer Bay (CVE 87)
Kölsträckt: 4 december 1943, Sjösatt: 26 februari 1944, Tagen i tjänst: 4 april 1944, Avrustad: 1 juli 1946, Skrotad: 1959

USS Steamer Bay namngiven efter Steamer Bay kölsträcktes den 4 december 1943 på Kaiservarven, sjösattes den 26 februari 1944 och togs i tjänst den 4 april 1944.  Avrustades 1 juli 1946 och skrotades 1959 i Portland.

### USS Cape Esperance (CVE 88)
Kölsträckt: 11 december 1943, Sjösatt: 3 mars 1944, Tagen i tjänst: 8 april 1944, Avrustad till reserven: 22 augusti 1946, Tagen i tjänst 5 augusti 1950, Avrustad 15 januari 1959, Skrotad: 1961

USS Cape Esperance namngiven efter Cape Esperance kölsträcktes den 11 december 1943 på Kaiservarven, sjösattes den 3 mars 1944 och togs i tjänst den 8 april 1944. Avrustades till reserven 22 augusti 1946, togs åter i tjänst med civil besättning 5 augusti 1950 som transporthangarfartyg. Avrustades 15 januari 1959 och skrotades 1961 i Japan.

### USS Takanis Bay (CVE 89)
Kölsträckt: 16 december 1943, Sjösatt: 10 mars 1944, Tagen i tjänst: 15 april 1944, Avrustad: 1 maj 1946, Skrotad: 1960

USS Takanis Bay namngiven efter Takanis Bay kölsträcktes den 16 december 1943 på Kaiservarven, sjösattes den 10 mars 1944 och togs i tjänst den 15 april 1944.  Avrustades 1 maj 1946 och skrotades 1960 i Japan.

### USS Thetis Bay (CVE 90)
Kölsträckt: 22 december 1943, Sjösatt: 16 mars 1944, Tagen i tjänst: 21 april 1944, Avrustad till reserven: 7 augusti 1946, Tagen i tjänst 20 juli 1956, Avrustad 1 mars 1964, Skrotad: 1966

USS Thetis Bay namngiven efter Thetis Bay kölsträcktes den 22 december 1943 på Kaiservarven, sjösattes den 16 mars 1944 och togs i tjänst den 21 april 1944. Avrustades till reserven 7 augusti 1946. Byggdes om till helikopterhangarfartyg och togs åter i tjänst 20 juli 1956. Omklassificerat till amfibieattackfartyg 28 maj 1959. Avrustades 1 mars 1964 och skrotades 1966.

### USS Makassar Strait (CVE 91)
Kölsträckt: 29 december 1943, Sjösatt: 22 mars 1944, Tagen i tjänst: 27 april 1944, Avrustad: 9 augusti 1946, Strandad: april 1961

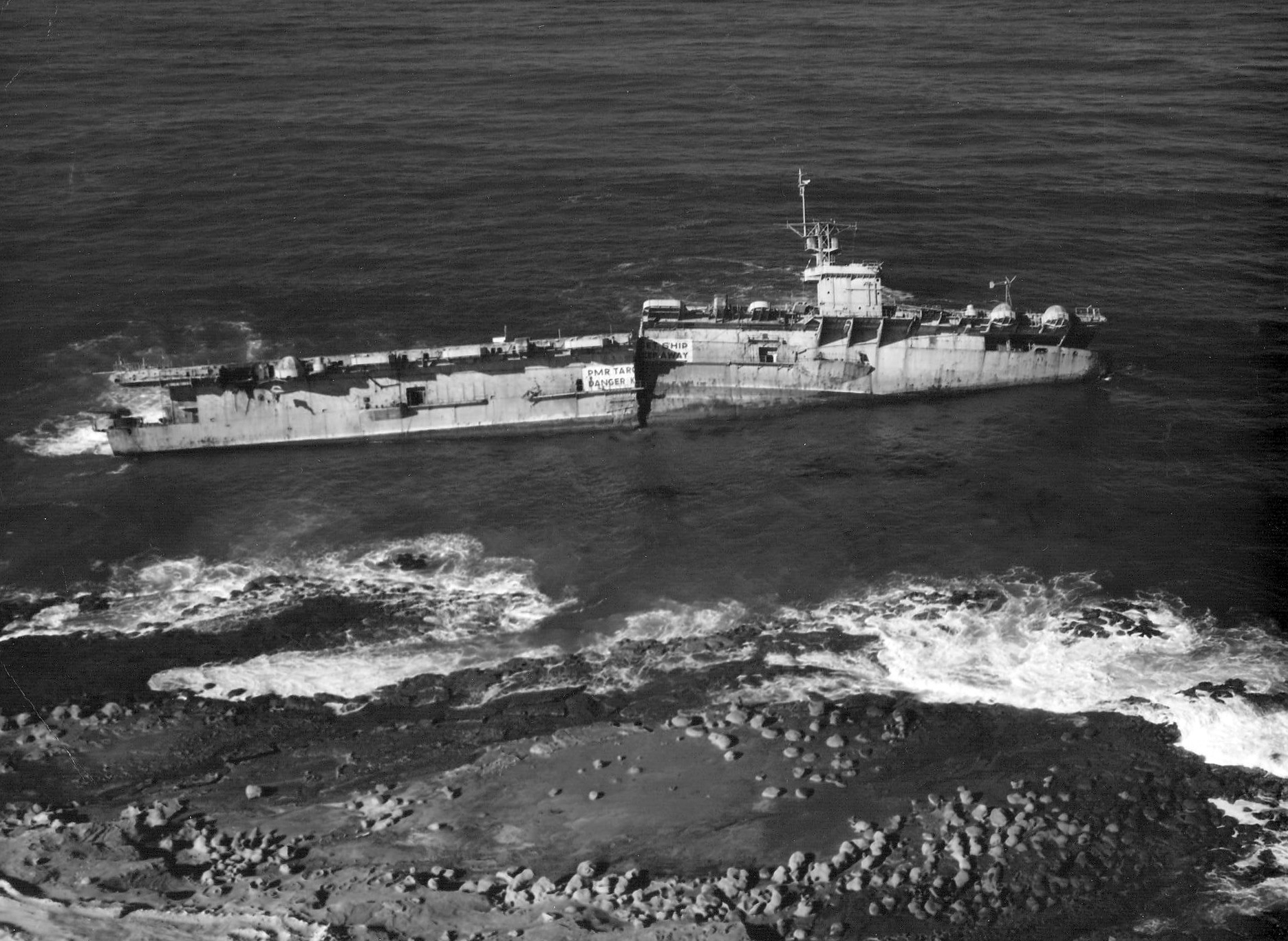
USS Makassar Strait strandad på ön San Nicolas

USS Makassar Strait namngiven efter Makassarsundet kölsträcktes den 29 december 1943 på Kaiservarven, sjösattes den 22 mars 1944 och togs i tjänst den 27 april 1944. Avrustades 9 augusti 1946, överförd som målfartyg för utvecklingen av luftvärnsrobotarna RIM-2 Terrier och RIM-24 Tartar i september 1958. Under bogsering i april 1961 till San Clemente en av Channel Islands strandade fartyget på San Nicolas och bröts sönder. 

### USS Windham Bay (CVE 92)
Kölsträckt: 5 januari 1944, Sjösatt: 29 mars 1944, Tagen i tjänst: 3 maj 1944, Avrustad till reserven: 17 januari 1946, Tagen i tjänst 31 oktober 1951, Avrustad 1959, Skrotad: 1961

USS Windham Bay namngiven efter Windham Bay kölsträcktes den 5 januari 1944 på Kaiservarven, sjösattes den 29 mars 1944 och togs i tjänst den 3 maj 1944. Avrustades till reserven 17 januari 1946, togs åter i tjänst med civil besättning 31 oktober 1951 som transporthangarfartyg. Avrustades i början av 1959 och skrotades 1961 i Japan.

### USS Makin Island (CVE 93)
Kölsträckt: 12 januari 1944, Sjösatt: 5 april 1944, Tagen i tjänst: 9 maj 1944, Avrustad: 19 april 1946, Skrotad: 1947

USS Makin Island namngiven efter Makin Island kölsträcktes den 12 januari 1944 på Kaiservarven, sjösattes den 5 april 1944 och togs i tjänst den 9 maj 1944. Avrustades 19 april 1946 och skrotades 1947.

### USS Lunga Point (CVE 94)
Kölsträckt: 19 januari 1944, Sjösatt: 11 april 1944, Tagen i tjänst: 14 maj 1944, Avrustad: 24 oktober 1946, Skrotad: 1960

USS Lunga Point namngiven efter Lunga Point kölsträcktes den 19 januari 1944 på Kaiservarven, sjösattes den 11 april 1944 och togs i tjänst den 14 maj 1944. Träffades av ett kamikazeanfall den 21 februari 1945 med mindre skador. Avrustades 24 oktober 1946 och skrotades 1960.

### USS Bismark Sea (CVE 95)
Kölsträckt: 31 januari 1944, Sjösatt: 17 april 1944, Tagen i tjänst: 20 maj 1944, Sänkt: 21 februari 1945

USS Bismark Sea namngiven efter Bismark Sea kölsträcktes den 31 januari 1944 på Kaiservarven, sjösattes den 17 april 1944 och togs i tjänst den 20 maj 1944. Träffades av två kamikazeanfall den 21 februari 1945 utanför Iwo Jima och sjönk.

### USS Salamaua (CVE 96)
Kölsträckt: 4 februari 1944, Sjösatt: 22 april 1944, Tagen i tjänst: 26 maj 1944, Avrustad: 9 maj 1946, Skrotad: 1947

USS Salamaua namngiven efter Salamaua kölsträcktes den 4 februari 1944 på Kaiservarven, sjösattes den 22 april 1944 och togs i tjänst den 26 maj 1944. Avrustades 9 maj 1946 och skrotades 1947.

### USS Hollandia (CVE 97)
Kölsträckt: 12 februari 1944, Sjösatt: 28 april 1944, Tagen i tjänst: 1 juni 1944, Avrustad: 17 januari 1947, Skrotad: 1960

USS Hollandia namngiven efter Hollandia kölsträcktes den 12 februari 1944 på Kaiservarven, sjösattes den 28 april 1944 och togs i tjänst den 1 juni 1944. Avrustades 17 januari 1947 och skrotades 1960 i Japan.

### USS Kwajalein (CVE 98)
Kölsträckt: 19 februari 1944, Sjösatt: 4 maj 1944, Tagen i tjänst: 7 juni 1944, Avrustad: 16 augusti 1946, Skrotad: 1961

USS Kwajalein namngiven efter Kwajalein kölsträcktes den 19 februari 1944 på Kaiservarven, sjösattes den 4 maj 1944 och togs i tjänst den 7 juni 1944. Avrustades 16 augusti 1946 och skrotades 1961 i Japan.

### USS Admiralty Islands (CVE 99)
Kölsträckt: 26 februari 1944, Sjösatt: 10 maj 1944, Tagen i tjänst: 13 juni 1944, Avrustad: 26 april 1946, Skrotad: 1947

USS Admiralty Islands namngiven efter Admiralty Islands kölsträcktes den 26 februari 1944 på Kaiservarven, sjösattes den 10 maj 1944 och togs i tjänst den 13 juni 1944. Avrustades 26 april 1946 och skrotades 1947.

### USS Bougainville (CVE 100)
Kölsträckt: 26 februari 1944, Sjösatt: 16 maj 1944, Tagen i tjänst: 18 juni 1944, Avrustad: 3 november 1946, Skrotad: 1960

USS Bougainville namngiven efter Bougainville kölsträcktes den 26 februari 1944 på Kaiservarven, sjösattes den 16 maj 1944 och togs i tjänst den 18 juni 1944. Avrustades 3 november 1946 och skrotades 1960.

### USS Mantanikau (CVE 101)
Kölsträckt: 10 mars 1944, Sjösatt: 22 maj 1944, Tagen i tjänst: 24 juni 1944, Avrustad: 11 oktober 1946, Skrotad: 1960

USS Mantanikau namngiven efter Mantanikau kölsträcktes den 10 mars 1944 på Kaiservarven, sjösattes den 22 maj 1944 och togs i tjänst den 24 juni 1944. Avrustades 11 oktober och skrotades 1960 i Japan.

### USS Attu (CVE 102)
Kölsträckt: 16 mars 1944, Sjösatt: 27 maj 1944, Tagen i tjänst: 30 juni 1944, Avrustad: 8 juni 1946, Skrotad: 1948

USS Attu namngiven efter Attu  kölsträcktes den 16 mars 1944 på Kaiservarven, sjösattes den 27 maj 1944 och togs i tjänst den 30 juni 1944. Avrustades 8 juni 1946 och skrotades 1948.

### USS Roi (CVE 103)
Kölsträckt: 22 mars 1944, Sjösatt: 2 juni 1944, Tagen i tjänst: 6 juli 1944, Avrustad: 9 maj 1946, Skrotad: 1947

USS Roi namngiven efter Roi kölsträcktes den 22 mars 1944 på Kaiservarven, sjösattes den 2 juni 1944 och togs i tjänst den 6 juli 1944. Avrustades 9 maj 1946 och skrotades 1947.

### USS Munda (CVE 104)
Kölsträckt: 29 mars 1944, Sjösatt: 8 juni 1944, Tagen i tjänst: 8 juli 1944, Avrustad: 13 september 1946, Skrotad: 1960

USS Munda namngiven efter slaget vid Munda Point kölsträcktes den 29 mars 1944 på Kaiservarven, sjösattes den 8 juni 1944 och togs i tjänst den 8 juli 1944. Avrustades 13 september 1946 och skrotades 1960 i Japan.